# Pelargopsis
Genre
Pelargopsis est un genre de martins-chasseurs comprenant trois espèces, autrefois classées dans le genre Halcyon.

## Généralités
Grands martins-chasseurs au corps massif. Plumage à dominante chamois ou blanc, avec des ailes brunes ou turquoise. Bec  massif, rouge et conique. Vivent principalement dans les mangroves, forêts tropicales et autres zones humides en zones côtières. Asie du sud-est.

## Liste des espèces
D'après la classification de référence (version 2.2, 2009) du Congrès ornithologique international (ordre phylogénique) :
- Pelargopsis capensis – Martin-chasseur gurial
- Pelargopsis melanorhyncha – Martin-chasseur à bec noir
- Pelargopsis amauroptera – Martin-chasseur à ailes brunes